# Presidência de George H. W. Bush
A presidência de George H. W. Bush como 41º presidente dos Estados Unidos começou com sua posse em 20 de janeiro de 1989 e terminou em 20 de janeiro de 1993. Bush foi um republicano do Texas e vice-presidente durante dois mandatos do presidente Ronald Reagan. Bush assumiu o cargo após uma vitória esmagadora sobre o candidato democrata Michael Dukakis nas eleições presidenciais de 1988. Sua presidência terminou após sua derrota nas eleições presidenciais de 1992 para o democrata Bill Clinton. Bush, o 41º presidente, era pai do 43º presidente, George W. Bush.
Os assuntos internacionais impulsionaram a presidência de Bush, que passou pelo fim da Guerra Fria e por uma nova era nas  relações EUA-Soviética. Após a queda do Muro de Berlim, Bush pressionou com sucesso pela reunificação da Alemanha em estreita cooperação com o chanceler da Alemanha Ocidental, Helmut Kohl, superando a relutância de Gorbachev. Ele também liderou uma coalizão internacional de países que invadiram e derrotaram o Iraque na Guerra do Golfo. Em menor escala, ele dirigiu uma invasão militar para derrubar um ditador no Panamá. Bush assinou o Acordo de Livre Comércio da América do Norte, que criou um bloco comercial  formado pelos Estados Unidos, Canadá e México. Nos assuntos internos, Bush enfrentou um grande déficit orçamentário federal que triplicou desde 1980. Apesar de insistir que se comprometeu a não aumentar os impostos, Bush concordou com um orçamento com o Congresso, controlado pelos democratas, que aumentaria os impostos e cortaria gastos.
Após a vitória dos aliados na Guerra do Golfo, Bush foi amplamente considerado como provável vencedor a reeleição, mas Clinton derrotou Bush em grande parte ao se concentrar na economia. Apesar de sua derrota, Bush deixou o cargo com um índice de aprovação de 56%. Os historiadores geralmente veem Bush como um presidente que foi "bem-sucedido nas relações exteriores, mas uma decepção nas questões internas". Em pesquisas com historiadores e cientistas políticos, Bush geralmente é classificado como um presidente médio ou acima da média.

## Eleição de 1988

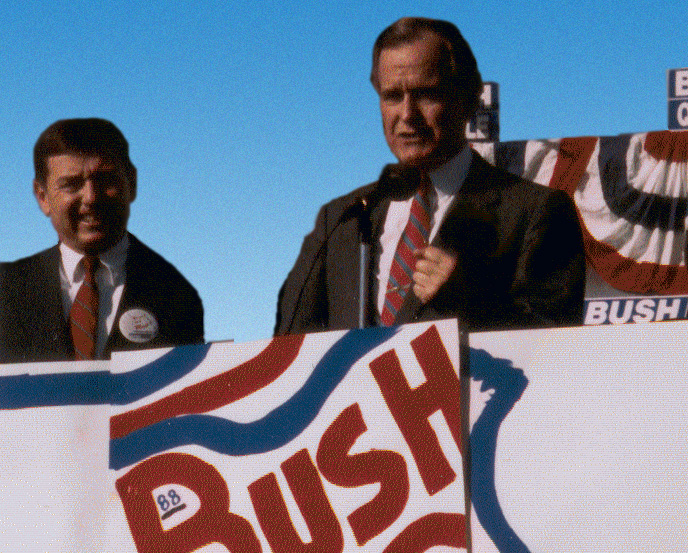
O vice-presidente Bush faz campanha em St. Louis, Missouri, com John Ashcroft, 1988

Tendo servido em vários cargos governamentais, especialmente o cargo de diretor da CIA, Bush buscou a indicação presidencial nas primárias republicanas de 1980 . Ele foi derrotado por Ronald Reagan, um ex-governador conservador da Califórnia. Buscando equilibrar a chapa com um moderado ideológico, Reagan escolheu Bush como seu companheiro de chapa. Reagan triunfou sobre o atual presidente democrata Jimmy Carter na eleição presidencial de 1980, e Bush assumiu o cargo de vice-presidente em 1981.
Bush participou das primárias presidenciais republicanas de 1988 em outubro de 1987. Ele prometeu fornecer "liderança estável e experiente", e Reagan apoiou em privado sua candidatura. Os principais rivais de Bush para a indicação republicana eram o líder da minoria no Senado Bob Dole, do Kansas e o congressista Jack Kemp, de Nova York. Embora seja considerado o favorito para a indicação, Bush ficou em terceiro lugar no caucus de Iowa. Bush se recuperou com uma vitória nas primárias de New Hampshire, depois venceu a Carolina do Sul e 16 dos 17 estados que realizaram uma primária na Superterça . Os concorrentes de Bush desistiram da corrida logo após a Superterça.

Bush, ocasionalmente criticado por sua falta de eloquência quando comparado a Reagan, fez um discurso bem recebido na Convenção Nacional Republicana de 1988 . Conhecido como o discurso dos "mil pontos de luz ", ele descreveu a visão de Bush da América: ele endossou o juramento de fidelidade, a oração nas escolas, a pena de morte e o direito às armas. Bush também prometeu que não aumentaria os impostos, declarando: "O Congresso vai me pressionar para aumentar os impostos, e direi não, e eles farão pressão, e eu direi não, e eles farão pressão novamente. E tudo que posso dizer a eles é: leiam meus lábios. Sem novos impostos." Bush escolheu o pouco conhecido senador Dan Quayle, de Indiana, como seu companheiro de chapa.

O voto do colégio eleitoral de 1988

Embora Bush tenha obtido uma vitória rápida nas primárias republicanas, muitos na imprensa se referiram aos candidatos presidenciais democratas como os "Sete Anões" devido à falta de líderes partidários notáveis em campo. O senador Ted Kennedy e o governador Mario Cuomo se recusaram a entrar na corrida, enquanto as campanhas do ex-senador Gary Hart e do senador Joe Biden terminaram em polêmica. No final das contas, o governador Michael Dukakis, conhecido por presidir uma reviravolta econômica em Massachusetts, emergiu como o candidato presidencial democrata, derrotando Jesse Jackson, Al Gore e vários outros candidatos.
Bush derrotou Dukakis por uma margem de no Colégio Eleitoral e obteve 53,4 por cento do voto popular nacional. Bush foi bem em todas as principais regiões do país, mas especialmente no sul. Ele se tornou o primeiro vice-presidente no cargo a ser eleito presidente desde Martin Van Buren em 1836, bem como a primeira pessoa a ter sucedido um presidente de seu próprio partido através de eleição desde Herbert Hoover em 1929. Em nas  eleições simultâneas do congresso, os democratas mantiveram o controle de ambas as casas do Congresso.

## Posse

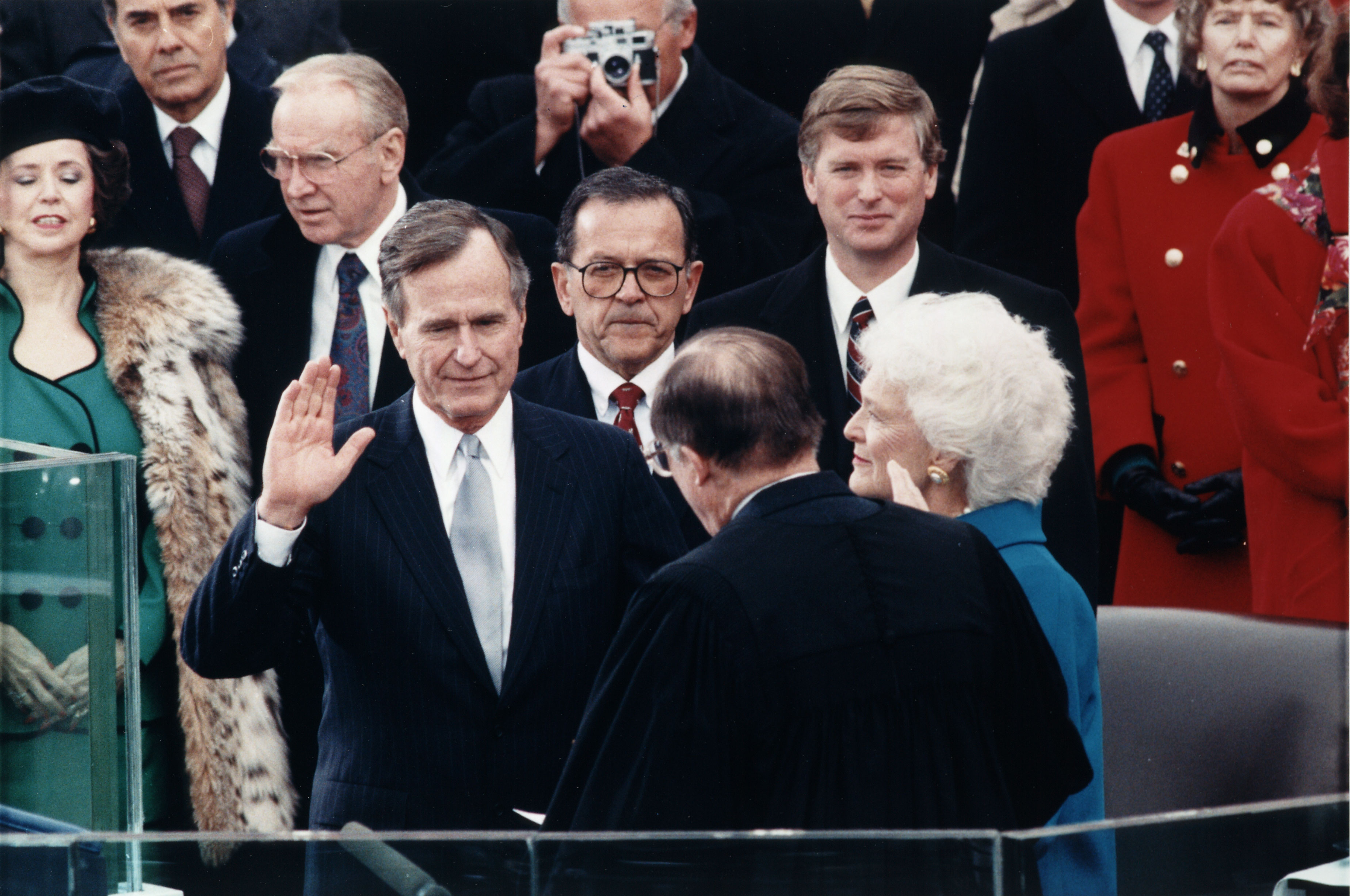
Chefe de Justiça William Rehnquist administrando o juramento de posse ao presidente Bush durante as cerimônias de posse no Capitólio dos Estados Unidos, 20 de janeiro de 1989.

Bush foi empossado em 20 de janeiro de 1989, sucedendo Ronald Reagan. Ele assumiu o cargo em um período de mudança no mundo; a queda do Muro de Berlim e o colapso da União Soviética ocorreram em sua presidência.

## Relações exteriores

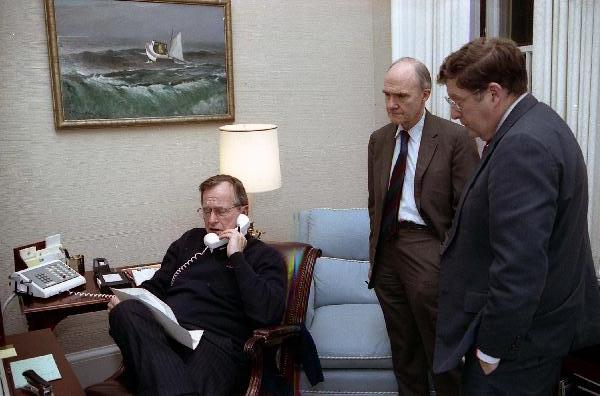
Bush fala ao telefone sobre a Operação Justa Causa com o General Brent Scowcroft e o Chefe de Gabinete John H. Sununu, 1989

### Panamá: Operação Justa Causa
Durante a década de 1980, os Estados Unidos forneceram ajuda a Manuel Noriega, um ditador anticomunista do Panamá que se engajava no tráfico de drogas. Em maio de 1989, Noriega anulou os resultados de uma eleição presidencial democrática. Bush se opôs à anulação da eleição e se preocupou com a situação do Canal do Panamá com Noriega ainda no cargo. Depois que um militar americano foi morto pelas forças de Noriega em dezembro de 1989, Bush ordenou que 24.000 soldados entrassem no país com o objetivo de retirar Noriega do poder. A invasão do Panamá pelos Estados Unidos, conhecida como "Operação Justa Causa", foi a primeira operação militar americana em grande escala em mais de 40 anos que não teve relação com a Guerra Fria. As forças americanas rapidamente assumiram o controle da Zona do Canal do Panamá e da Cidade do Panamá. Noriega se rendeu em 3 de janeiro e foi rapidamente transportado para julgamento nos Estados Unidos. Noriega foi condenado e preso por acusações de extorsão e tráfico de drogas em abril de 1992.

### Fim da Guerra Fria

#### Queda do Bloco Oriental

Mapa mostrando a divisão da Alemanha Oriental e Ocidental até 1990, com Berlim Ocidental em amarelo.

Reagan e o secretário-geral soviético Mikhail Gorbachev aliviaram as tensões da Guerra Fria durante o segundo mandato de Reagan Em 1989, governos comunistas caíram na Polônia, Hungria, Tchecoslováquia, enquanto os governos da Bulgária e da Romênia instituíram grandes reformas. Em novembro de 1989, o governo da Alemanha Oriental abriu o Muro de Berlim, que foi posteriormente demolido pelos alegres berlinenses. Muitos líderes soviéticos instaram Gorbachev a esmagar os dissidentes na Europa Oriental, mas Gorbachev recusou enviar o exército soviético, abandonando efetivamente a Doutrina Brezhnev. Os EUA não estiveram diretamente envolvidos nessas revoltas, mas o governo Bush evitou a aparência de se regozijar com a queda do Bloco de Leste para evitar minar novas reformas democráticas.
Em meados de 1989, quando a agitação atingiu a Europa Oriental, Bush solicitou uma reunião com Gorbachev, e os dois concordaram em realizar a Cúpula de Malta em dezembro de 1989. Após a cúpula de Malta, Bush buscou relações de cooperação com Gorbachev durante o restante de seu mandato, acreditando que o líder soviético era a chave para encerrar pacificamente o domínio soviético na Europa Oriental. A questão chave em Malta foi a potencial reunificação da Alemanha. Enquanto a Grã-Bretanha e a França desconfiavam de uma Alemanha reunificada, Bush pressionou pela reunificação alemã ao lado do chanceler da Alemanha Ocidental, Helmut Kohl. Gorbachev também resistiu à ideia de uma Alemanha reunificada, especialmente se ela se tornasse parte da OTAN, mas as convulsões do ano anterior haviam minado seu poder interno e externo. A Alemanha reunificou-se oficialmente em outubro de 1990.

#### Dissolução da União Soviética

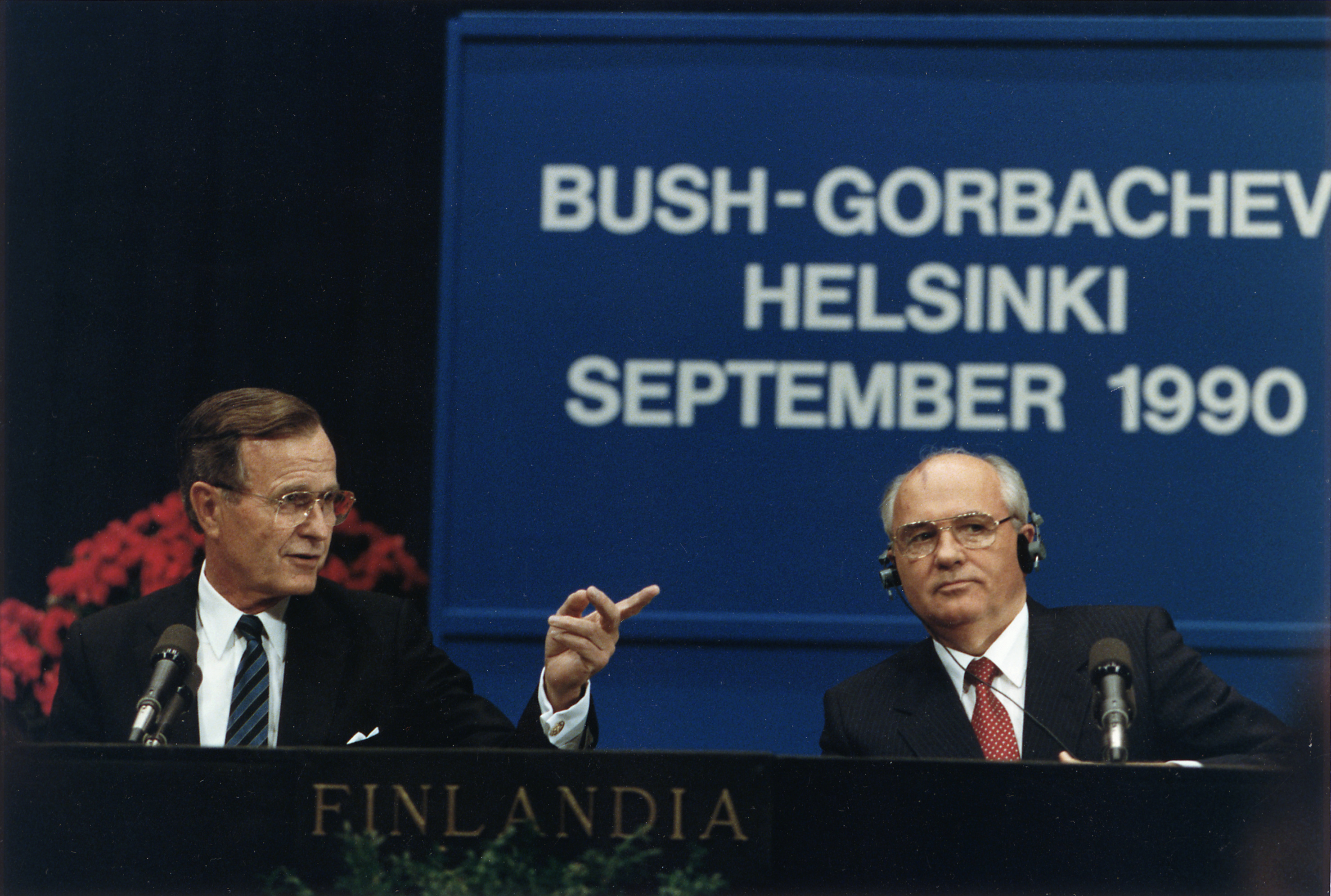
Bush e Mikhail Gorbachev na Cúpula de Helsinque em 1990

Embora Gorbachev tenha concordado com a democratização dos estados satélites soviéticos, ele suprimiu os movimentos nacionalistas dentro da própria União Soviética. A União Soviética ocupou e anexou os estados bálticos da Lituânia, Letônia e Estônia na década de 1940, e muitos dos cidadãos dessas nações nunca aceitaram o domínio soviético. A proclamação da independência da Lituânia, em março de 1990, sofreu forte oposição de Gorbachev, que temia que a União Soviética pudesse desmoronar se ele permitisse a independência da Lituânia. O governo Bush protestou brandamente contra a supressão do movimento de independência da Lituânia por Gorbachev, mas não tomou nenhuma providência para intervir diretamente. Bush alertou os movimentos de independência sobre a desordem que poderia surgir com a secessão da União Soviética; em um discurso de 1991 que os críticos rotularam de " discurso do frango à Kiev ", ele advertiu contra o "nacionalismo suicida".
Em julho de 1991, Bush e Gorbachev assinaram o Tratado de Redução de Armas Estratégicas (START I), o primeiro grande acordo de armas desde o Tratado de Forças Nucleares de Alcance Intermediário de 1987. Ambos os países concordaram em cortar suas armas nucleares estratégicas em 30%, e a União Soviética prometeu reduzir sua força de mísseis balísticos intercontinentais em 50%. Em agosto de 1991, os comunistas linha-dura lançaram um golpe contra Gorbachev; enquanto o golpe desmoronou rapidamente, quebrou o poder restante de Gorbachev e do governo soviético central. Mais tarde naquele mês, Gorbachev renunciou ao cargo de secretário-geral do Partido Comunista, e o presidente russo Boris Yeltsin ordenou a apreensão de propriedades soviéticas. Gorbachev ficou no poder como presidente da União Soviética até dezembro de 1991, quando a União Soviética foi dissolvida. Em janeiro de 1993, Bush e Yeltsin concordaram com o START II, que previa mais reduções de armas nucleares além do tratado START original.

A União Soviética foi dissolvida em quinze repúblicas independentes em 1991

A União Soviética e os Estados Unidos geralmente eram considerados as duas superpotências da era da Guerra Fria; com o colapso da União Soviética, alguns começaram a rotular os Estados Unidos como uma " hiperpotência". O cientista político Francis Fukuyama especulou que a humanidade havia chegado ao " fim da história " na medida em que a democracia liberal capitalista havia triunfado permanentemente sobre o comunismo e o fascismo.

### guerra do Golfo

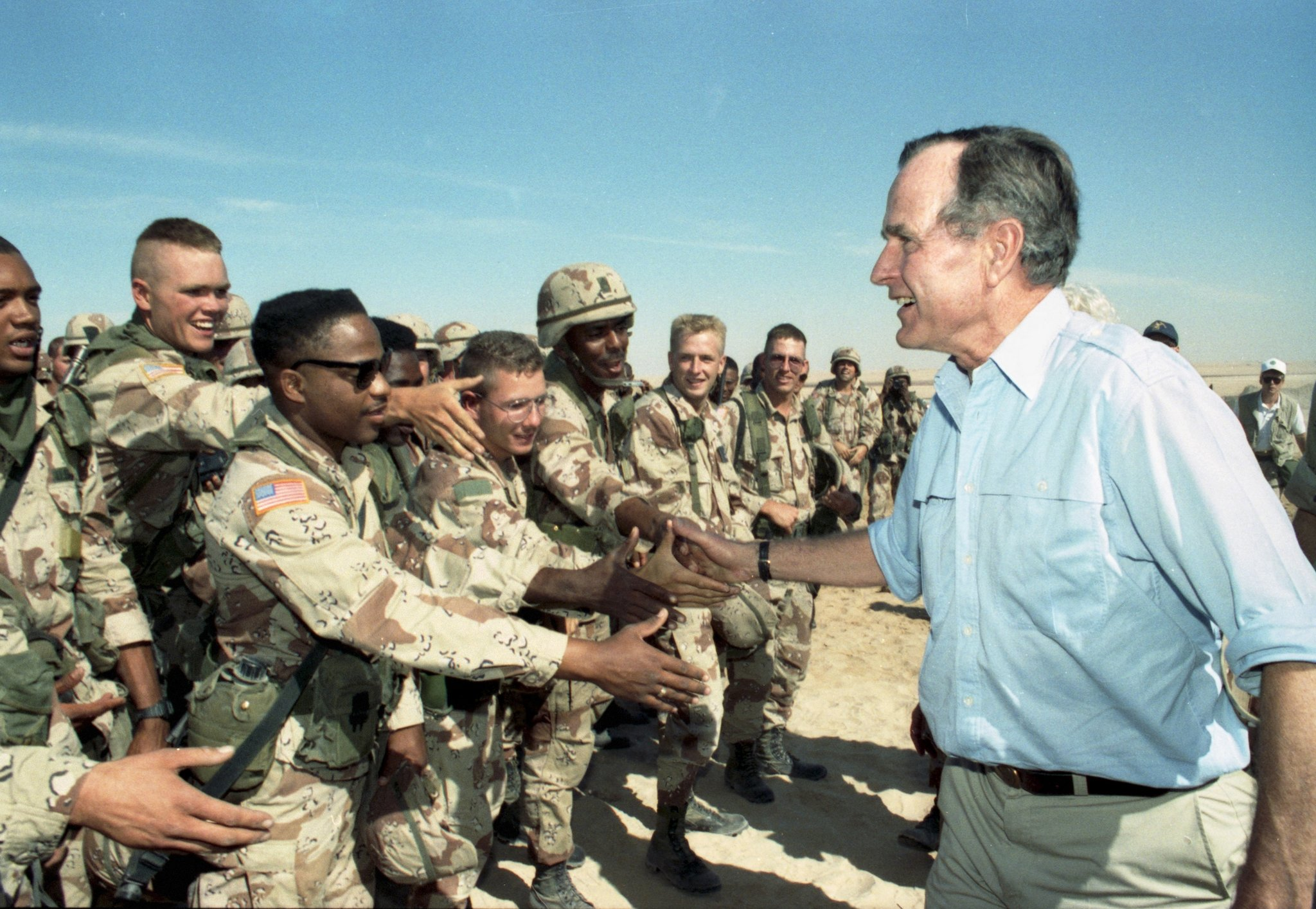
O presidente Bush visitou as tropas americanas na Arábia Saudita no Dia de Ação de graças de Graças de 1990

#### Invasão iraquiana do Kuwait
Sob a liderança de Saddam Hussein, o Iraque invadiu o Irã em 1980, dando início à Guerra Irã-Iraque, que finalmente terminou em 1988. Os EUA apoiaram o Iraque durante a guerra devido à hostilidade dos EUA ao Irã, mas Bush decidiu não renovar os empréstimos ao Iraque por causa da repressão brutal de Hussein à dissidência e suas ameaças de atacar Israel.
Depois que o Iraque invadiu o Kuwait em agosto de 1990, Bush impôs sanções econômicas ao Iraque e montou uma coalizão multinacional de oposição à invasão. O governo temia que uma falha em responder à invasão encorajasse Hussein a atacar a Arábia Saudita ou Israel, e queria desencorajar outros países de uma agressão semelhante. Bush também queria garantir o acesso contínuo ao petróleo, uma vez que o Iraque e o Kuwait respondiam coletivamente por 20% da produção mundial de petróleo, e a Arábia Saudita produzia outros 26% do suprimento mundial de petróleo.
Em preparação para uma operação militar, os Estados Unidos transferiram milhares de soldados para a Arábia Saudita, e o general Norman Schwarzkopf desenvolveu um plano de invasão. Por várias semanas, Bush considerou a possibilidade de abrir mão do uso da força contra o Iraque, na esperança de que as sanções acabassem por convencer Hussein a se retirar do Kuwait. Por insistência de Bush, em novembro de 1990, o Conselho de Segurança das Nações Unidas aprovou uma resolução autorizando o uso da força se o Iraque não se retirasse do Kuwait até 15 de janeiro de 1991. Bush convenceu a Grã-Bretanha, a França e outras nações a comprometer soldados em uma operação contra o Iraque.

#### Operação Tempestade no Deserto
Em janeiro de 1991, Bush pediu ao Congresso que aprovasse uma resolução conjunta autorizando uma guerra contra o Iraque. Bush acreditava que a resolução da ONU já lhe dera a autorização necessária para lançar uma operação militar contra o Iraque, mas queria mostrar que a nação estava unida em uma ação militar. Apesar da oposição de uma maioria de democratas na Câmara e no Senado, o Congresso aprovou a Resolução de 1991 de Autorização para Uso de Força Militar contra o Iraque.

Bush se encontra com Robert Gates, General Colin Powell, Secretário Dick Cheney e outros sobre a situação no Golfo Pérsico e a Operação Escudo do Deserto, 15 de janeiro de 1991

Depois que o prazo de 15 de janeiro passou sem uma retirada iraquiana do Kuwait, os EUA e as forças da coalizão começaram um bombardeio de 39 dias na capital iraquiana de Bagdá e outras posições iraquianas. O bombardeio devastou a rede elétrica e a rede de comunicações do Iraque e resultou na deserção de cerca de 100.000 soldados iraquianos. Em retaliação, o Iraque lançou mísseis Scud contra Israel e a Arábia Saudita, mas a maioria dos mísseis causou poucos danos. Um cessar-fogo foi acertado em 3 de março, e a ONU aprovou uma resolução estabelecendo uma força de paz em uma zona desmilitarizada entre o Kuwait e o Iraque. Uma pesquisa Gallup de março de 1991 mostrou que Bush tinha um índice de aprovação de 89%, o maior índice de aprovação presidencial na história das pesquisas Gallup.
Durante a ação militar, as forças da coalizão deixaram Hussein e sua Guarda Republicana no controle do Iraque. Bush explicou que não deu a ordem para derrubar o governo iraquiano porque isso teria "incorrido em incalculáveis custos humanos e políticos." Sua decisão de não pressionar o ataque continua controversa. Como observou o secretário de Defesa Cheney: "Depois que cercamos Hussein e nos livramos de seu governo, a questão é o que você colocaria em seu lugar?" Depois de 1991, a ONU manteve sanções econômicas contra o Iraque, e a Comissão Especial das Nações Unidas foi designada para garantir que o Iraque não reativasse seu programa de armas de destruição em massa.

### China
Uma das prioridades de Bush era fortalecer as relações entre os EUA e a República Popular da China, e Bush havia desenvolvido um bom relacionamento Deng Xiaoping antes de assumir o cargo. Apesar da relação pessoal entre Bush e Deng, as questões de direitos humanos representavam um sério desafio à política de Bush na China. Em meados de 1989, estudantes e outros indivíduos protestaram em favor da democracia e da liberdade intelectual em duzentas cidades do país. Em junho de 1989, o Exército de Libertação do Povo reprimiu violentamente uma manifestação em Pequim no que ficou conhecido como o Massacre da Praça Paz Celestial. Bush estava ansioso para manter boas relações, mas ficou indignado com a forma como a China lidou com os protestos. Em resposta ao Massacre, os Estados Unidos impuseram sanções econômicas e cortaram os laços militares. A Universidade George Washington revelou que, através de canais secretos de alto nível em 30 de junho de 1989, o governo dos Estados Unidos comunicou ao governo da República Popular da China que os eventos em torno dos protestos na Praça da Paz Celestial eram um "assunto interno". Fang Lizhi e sua esposa permaneceram na embaixada dos Estados Unidos até 25 de junho de 1990, quando foram autorizados pelas autoridades chinesas a deixar a embaixada e embargar para a Grã-Bretanha. Esta resolução surgiu em parte após negociações confidenciais entre Henry Kissinger, agindo em nome do presidente dos Estados Unidos, Bush, e Deng.

### NAFTA

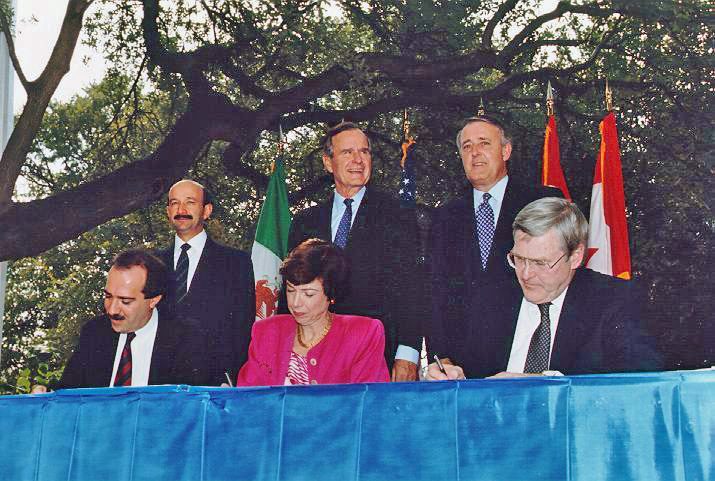
Da esquerda para a direita: (em pé) Presidente Carlos Salinas, Presidente Bush, Primeiro Ministro Brian Mulroney ; (sentado) Jaime Serra Puche, Carla Hills e Michael Wilson na cerimônia de inauguração do NAFTA, outubro de 1992

Em 1987, os Estados Unidos e o Canadá chegaram a um acordo de livre comércio que eliminou muitas tarifas entre os dois países. O presidente Reagan pretendia que fosse o primeiro passo em direção a um acordo comercial mais amplo para eliminar a maioria das tarifas entre os Estados Unidos, Canadá e México. O governo Bush, junto com o primeiro-ministro progressista conservador canadense Brian Mulroney, liderou as negociações do Acordo de Livre Comércio da América do Norte (Nafta) com o México. Além de reduzir as tarifas, o tratado proposto restringiria patentes, direitos autorais e marcas registradas.
O NAFTA foi assinado em dezembro de 1992, depois que Bush perdeu a reeleição, mas o presidente Clinton ganhou a ratificação do Nafta em 1993. O Nafta continua controverso por seu impacto sobre salários, empregos e crescimento econômico geral. O presidente Donald Trump criticou o Nafta, mas assinou um novo tratado com o Canadá e o México em 2020 que fez poucas mudanças.

## Assuntos domésticos
Diante de vários problemas, Bush se absteve de propor grandes programas domésticos durante seu mandato.

### Economia
A economia dos EUA em geral teve um bom desempenho desde que emergiu da recessão no final de 1982, mas finalmente caiu em uma recessão moderada em 1990 . A taxa de desemprego aumentou de 5,9% em 1989 para 7,8% em meados de 1991. Uma série de demissões antecipadas altamente divulgadas por empresas como a Aetna levou alguns a chamá-la de "recessão do colarinho branco". As explicações para a desaceleração econômica variaram; alguns partidários de Bush culparam o presidente do Federal Reserve, Alan Greenspan, por não conseguir reduzir as taxas de juros.
| Ano fiscal | Recetas | Despesas | Superavit/ Déficit | PIB     | Dívida em % do PIB |
| ---------- | ------- | -------- | ------------------ | ------- | ------------------ |
| 1989       | 991,1   | 1.143,7  | –152,6             | 5.554,7 | 39,4               |
| 1990       | 1.032,0 | 1.253,0  | –221,0             | 5.898,8 | 40,9               |
| 1991       | 1.055,0 | 1.324,2  | –269,2             | 6.093,2 | 44,1               |
| 1992       | 1.091,2 | 1.381,5  | -290,3             | 6.416,3 | 46,8               |
| 1993       | 1.154,3 | 1.409,4  | –255,1             | 6.775,3 | 47,9               |
| Ref.       | [ 66 ]  | [ 66 ]   | [ 66 ]             | [ 67 ]  | [ 68 ]             |

Os grandes déficits federais, gerados durante os anos Reagan, aumentaram de US$ 152,1bilhões em 1989 para $ 220 bilhões em 1990; o déficit de $ 220 bilhões representou um aumento de três vezes desde 1980. Os principais fatores que impulsionaram o déficit federal para cima em 1991 foram a economia fraca, e um resgate para a indústria de poupança e empréstimos, que custou mais de US$ 100 bilhões. No final de 1991, as pesquisas mostravam um descontentamento público significativo com a forma como Bush lidava com a economia. À medida que o público se preocupava cada vez mais com a economia e outros assuntos internos, o sucesso de Bush nos assuntos externos tornou-se menos relevantes para a maioria dos eleitores. Vários congressistas republicanos e economistas pediram a Bush que respondesse à recessão, mas o governo não foi capaz de desenvolver um plano econômico.

### Processo de reconciliação do orçamento de 1990
Como ele se opôs a grandes cortes nos gastos com defesa e se comprometeu a não aumentar os impostos, o presidente teve grandes dificuldades em equilibrar o orçamento. Bush e os líderes do Congresso concordaram em evitar grandes mudanças no orçamento do ano fiscal de 1990.
O governo travou longas negociações para a aprovação do orçamento do ano fiscal de 1991. Em janeiro de 1990, Bush apresentou seu orçamento para o ano fiscal de 1991; o orçamento incluiu cortes nos gastos com defesa e no imposto sobre ganhos de capital. Em março, o congressista Dan Rostenkowski apresentou a contraproposta democrata, que incluía um aumento no imposto sobre a gasolina. Em um comunicado divulgado no final de junho de 1990, Bush disse que estaria aberto a um programa de redução do déficit que incluísse cortes de gastos, incentivos ao crescimento econômico, reforma do processo orçamentário, bem como aumentos de impostos.
Em setembro de 1990, Bush e os democratas do Congresso anunciaram um acordo para cortar o financiamento de programas obrigatórios e discricionários e, ao mesmo tempo, aumentar a receita, em parte por meio de um imposto mais alto sobre o gás. Os liberais também criticaram os cortes orçamentários no acordo e, em outubro, a Câmara rejeitou o acordo, Promulgado em 27 de outubro de 1990, O acordo incluía cortes nos gastos internos, mas os cortes não foram tão profundos quanto os que haviam sido propostos no acordo original. A decisão de Bush de assinar o projeto de lei prejudicou sua posição perante os conservadores e o público em geral, mas também lançou as bases para os superávits orçamentários do final dos anos 1990.

### Educação
Embora Bush geralmente se abstenha de fazer propostas importantes para novos programas domésticos, ele declarou sua intenção de ser um presidente de educação e meio ambiente. Bush acreditava que os custos educacionais deveriam ser suportados principalmente pelos governos estaduais e locais, e ele não era favorável a um aumento dramático do nível geral de financiamento federal para a educação. Por causa da falta de apoio de liberais e conservadores, o Congresso não deu seguimento às suas propostas de educação. Embora Bush não tenha aprovado um grande pacote de reforma educacional durante sua presidência, suas ideias influenciaram os esforços de reforma posteriores.

### Direitos civis

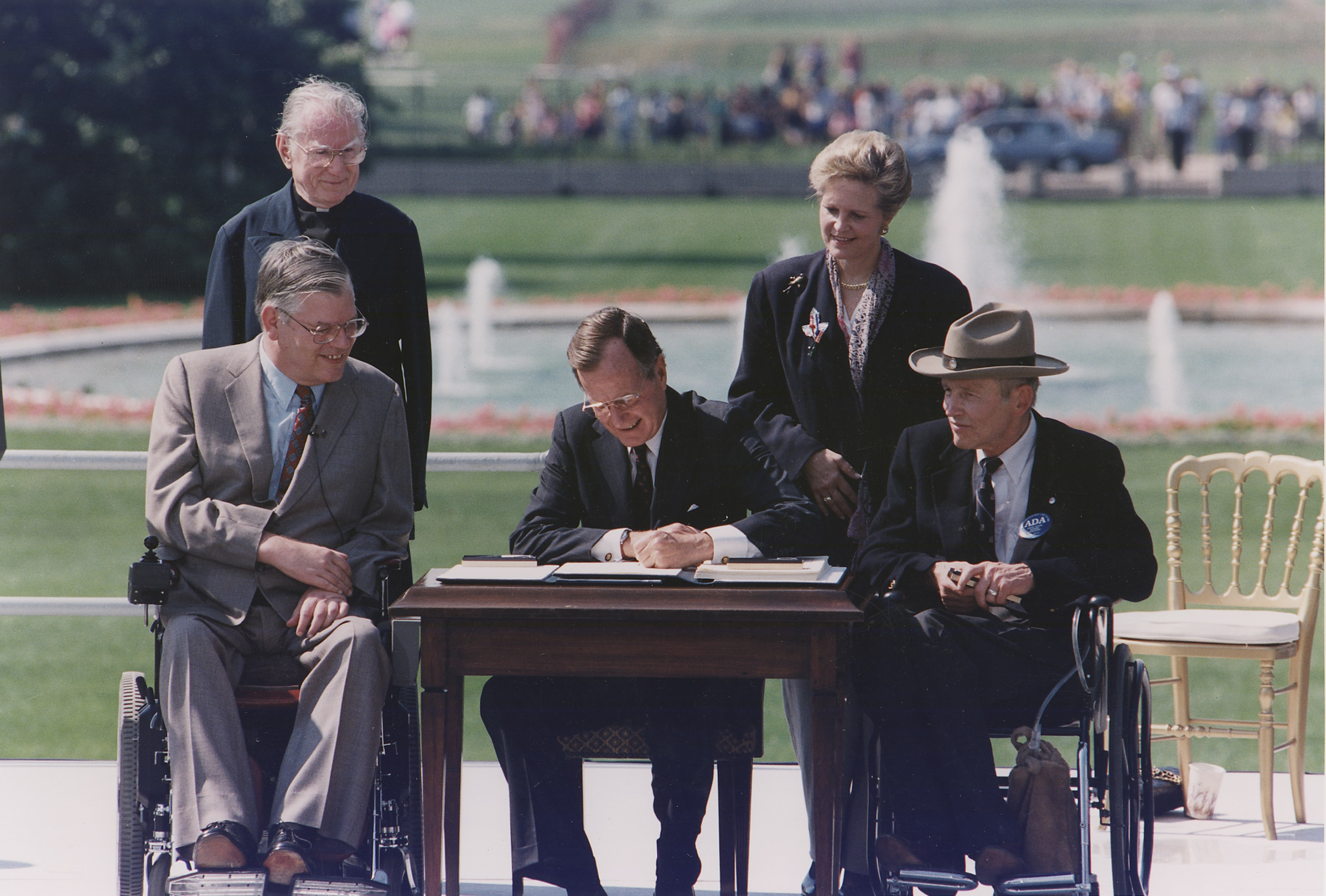
Bush assina a Lei dos Americanos com Deficiências de 1990

Embora alguns conservadores se opusessem ao projeto de lei por causa de seus custos e encargos potenciais para as empresas, Bush o apoiou fortemente, em parte porque seu filho, Neil, lutava contra a dislexia. Depois que o projeto foi aprovado nas duas casas do Congresso, Bush sancionou a Lei dos Americanos com Deficiências de 1990 em julho de 1990. A lei exigia que os empregadores e as acomodações públicas fizessem "acomodações razoáveis" para os deficientes, ao mesmo tempo que estabelecia uma exceção quando tais acomodações impunham uma "dificuldade indevida".

### Meio Ambiente
Em junho de 1989, o governo Bush propôs um projeto de lei para alterar a Lei do Ar Limpo. Trabalhando com o líder da maioria no Senado, George J. Mitchell, o governo conseguiu a aprovação das emendas contra a oposição de membros do Congresso alinhados aos negócios, que temiam o impacto de regulamentações mais rígidas. A legislação buscou conter a chuva ácida e a poluição, exigindo a redução das emissões de produtos químicos como o dióxido de enxofre.

### Pontos de luz
O presidente Bush dedicou atenção ao serviço voluntário como meio de resolver alguns dos problemas sociais mais sérios da América. Ele costumava usar o tema dos "mil pontos de luz " para descrever o poder dos cidadãos para resolver os problemas da comunidade. Em seu discurso inaugural de 1989, o presidente Bush disse: "Eu falei de mil pontos de luz, de todas as organizações comunitárias que estão espalhadas como estrelas por toda a nação, fazendo o bem." Quatro anos depois, em seu relatório à nação sobre o Movimento dos Pontos de Luz, o presidente Bush disse: "Os pontos de luz são a alma da América. Eles são pessoas comuns que vão além de si mesmas para tocar a vida dos necessitados, trazendo esperança e oportunidade, cuidado e amizade. Ao se doar com tanta generosidade, essas pessoas notáveis nos mostram não apenas o que há de melhor em nossa herança, mas o que todos nós somos chamados a ser."
Em 1990, a Points of Light Foundation foi criada como uma organização sem fins lucrativos em Washington para promover esse espírito de voluntariado.  Em 2012, os Points of Light mobilizaram 4 milhões de voluntários em 30 milhões de horas de serviço no valor de $ 635 milhões.

### Outras iniciativas
Bush assinou a Lei de Imigração de 1990, que levou a um aumento de 40% na imigração legal para os Estados Unidos. O projeto de lei mais do que dobrou o número de vistos concedidos a imigrantes com base em habilidades profissionais, e os defensores do projeto argumentaram que ajudaria a preencher as projeções de escassez de mão de obra para vários empregos.
Bush tornou-se membro da National Rifle Association no início de 1988 e fez campanha como um candidato "pró-armas" com o endosso da NRA durante as eleições de 1988. Em março de 1989, ele proibiu temporariamente a importação de certos rifles semiautomáticos. Esta ação custou-lhe o aval da NRA em 1992.
No caso de 1989 de Texas v. Johnson , a Suprema Corte considerou que era inconstitucional criminalizar a queima da bandeira americana. Em resposta, Bush apresentou uma emenda constitucional que autoriza o Congresso a proibir a profanação da bandeira americana.

## Eleições durante a presidência de Bush
| Congresso | Senado | Câmara |
| --------- | ------ | ------ |
| 101º      | 45     | 175    |
| 102º      | 44     | 167    |
| 103º      | 43     | 176    |

### Campanha de reeleição de 1992

O democrata Bill Clinton derrotou Bush nas eleições presidenciais de 1992

Bush anunciou sua candidatura à reeleição no início de 1992; com a vitória da coalizão na Guerra do Golfo Pérsico e altos índices de aprovação, a reeleição de Bush inicialmente parecia provável. Muitos especialistas acreditam que os democratas dificilmente vão melhorar a exibição de Dukakis em 1988. Como resultado, muitos democratas importantes, incluindo Mario Cuomo, Dick Gephardt e Al Gore, se recusaram a buscar a indicação presidencial de seu partido. No entanto, o aumento de impostos de Bush irritou muitos conservadores, e ele enfrentou um desafio da direita nas primárias republicanas de 1992.
À medida que a economia piorava e os índices de aprovação de Bush diminuíam, vários democratas decidiram entrar nas primárias democratas de 1992  O ex-senador Paul Tsongas, de Massachusetts, venceu as primárias de New Hampshire, mas o governador democrata Bill Clinton, de Arkansas, emergiu como o favorito democrata. Clinton era a favor da reforma da previdência, redução do déficit e corte de impostos para a classe média. Clinton derrotou Tsongas, o ex-governador da Califórnia Jerry Brown e outros candidatos para obter a indicação democrata. Clinton escolheu o senador Al Gore, do Tennessee. As pesquisas realizadas logo após a convenção democrata mostraram Clinton com uma vantagem de vinte pontos. Clinton concentrou sua campanha na economia, atacando as políticas de Reagan e Bush.
No início de 1992, a disputa deu uma guinada inesperada quando o bilionário texano H. Ross Perot lançou uma oferta de terceiros, alegando que nem os republicanos nem os democratas poderiam eliminar o déficit e tornar o governo mais eficiente. Sua mensagem agradou aos eleitores de todo o espectro político, desapontados com a percepção da irresponsabilidade fiscal de ambos os partidos.

#### Perda de reeleição e período de transição
Clinton venceu a eleição com 43% do voto popular e 370 votos eleitorais, enquanto Bush obteve 37,5% do voto popular e 168 votos eleitorais. Perot obteve 19% do voto popular, um dos maiores totais para um candidato de terceiro partido na história dos Estados Unidos. Clinton  campanha democrata mais forte do Sul desde a eleição de 1976. Bush conquistou a maioria dos estados do sul. Nas eleições simultâneas para o congresso, os democratas mantiveram o controle da Câmara dos Representantes e do Senado.
Vários fatores foram importantes na derrota de Bush. A economia em dificuldade que surgiu da recessão pode ter sido o principal fator na perda de Bush, já que 7 em cada 10 eleitores disseram no dia das eleições que a economia "não era tão boa" ou "pobre". Na véspera das eleições de 1992, a taxa de desemprego era de 7,8%, a maior desde 1984. O presidente também foi prejudicado por sua alienação de muitos conservadores de seu partido.
De acordo com Seymour Martin Lipset, a eleição de 1992 teve várias características únicas. Os eleitores sentiram que as condições econômicas estavam piores do que realmente eram, o que prejudicou Bush. Um evento raro foi um forte candidato de um terceiro partido. O principal fator foi a união de Clinton com seu partido e a conquista de vários grupos heterogêneos.

## Avaliação e legado

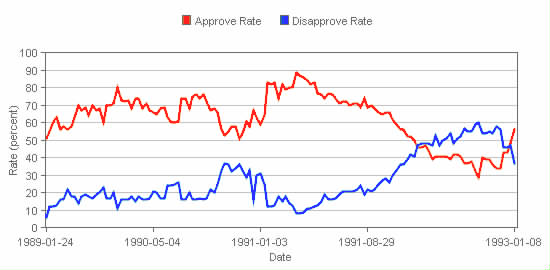
Os índices de aprovação de Bush (vermelho) em comparação com seus índices de desaprovação (azul) para sua presidência de quatro anos.

Bush foi amplamente visto como um presidente "zelador pragmático" que carecia de um tema unificado e convincente de longo prazo em seus esforços. Diante de um Congresso democrata e de um grande déficit orçamentário, Bush concentrou grande parte de sua atenção nas relações exteriores. Mais tarde, isso se tornaria um ponto de crítica para sua presidência, com oponentes como Bill Clinton e Ross Perot alegando que ele ignorou as questões internas e resolveu exclusivamente as estrangeiras. Sua capacidade de obter amplo apoio internacional para a Guerra do Golfo e o resultado da guerra foram vistos como um triunfo diplomático e militar, estimulando a aprovação bipartidária, embora sua decisão de retirar-se sem remover Saddam Hussein tenha deixado sentimentos mistos e atenção voltou para a frente doméstica e uma economia azeda.
Apesar de sua derrota, Bush recuou dos baixos índices de aprovação no dia da eleição para deixar o cargo em 1993 com um índice de aprovação de 56%. O filho mais velho de Bush, George W. Bush, foi o 43º presidente do país de 2001 a 2009. Os Bushs foram o segundo par de pai e filho a servir como presidente, seguindo John Adams e John Quincy Adams. Em dezembro de 2008, 60% dos americanos deram à presidência de George HW Bush uma avaliação positiva. Na década de 2010, Bush foi lembrado com carinho por sua disposição para fazer concessões, o que contrastou com a era intensamente partidária que se seguiu à sua presidência. Pesquisas com historiadores e cientistas políticos geralmente classificam Bush como um presidente médio. Uma pesquisa de 2018 da seção de Presidentes e Política Executiva da American Political Science Association classificou Bush como o 17º melhor presidente. Uma pesquisa C-Span de historiadores de 2017 classificou Bush como o 20º melhor presidente.
Richard Rose descreveu Bush como um presidente "guardião", e muitos outros historiadores e cientistas políticos também descreveram Bush como um presidente passivo e distante que estava "amplamente satisfeito com as coisas como estavam". O historiador John Robert Greene observa, no entanto, que a frequente ameaça de veto de Bush permitiu-lhe influenciar a legislação.